# Nikos Mparlos
Nikolaos Mparlos, detto Nikos (in greco Νικόλαος "Νίκος" Μπάρλος?; Patrasso, 12 luglio 1979), è un ex cestista e allenatore di pallacanestro greco.

## Carriera
Dopo una carriera disputata in Grecia in A1 Ethniki, nel 2012-13 ha militato nel Basket Brescia Leonessa nel Campionato di Legadue.
Con la Grecia under 26 ha disputato i Giochi del Mediterraneo di Almería 2005.